# واختم
واختم (به هلندی: Wachtum) یک منطقهٔ مسکونی در هلند است که در کوفوردن واقع شده‌است. واختم ۲۸۰ نفر جمعیت دارد.